# Orimarga (Orimarga) hypopygialis
Orimarga (Orimarga) hypopygialis is een tweevleugelige uit de familie steltmuggen (Limoniidae). De soort komt voor in het Oriëntaals gebied.